# Новинарска агенция Бета
Новинарска агенция Бета (на сръбски: Новинска агенција Бета) е информационна агенция в Сърбия, със седалище в столицата Белград. Създадена е през 1992 г.

## История
Създадена е на 19 март 1992 г. с цел „да осигури пълно и обективно отразяване на събитията в страната (Сърбия) и региона на Югоизточна Европа“.
През 2000 г. агенцията е глобена от правителството (Съюзна република Югославия по времето на Слободан Милошевич) за публикуване на неудобни материали. Агенцията е глобена със 150 000 динара (по това време приблизително 12 860 щатски долара или 13 630 евро), а директорът и главният редактор на агенцията са глобени с 80 000 динара (по това време приблизително 6 860 долара или 7 270 евро). Глобите са осъдени от Репортери без граници. С течение на времето тя получава средства от Националния фонд за демокрация.